# Valeriana capitata
Valeriana capitata är en kaprifolväxtart som beskrevs av Pallas och Heinrich Friedrich Link. Valeriana capitata ingår i släktet vänderötter, och familjen kaprifolväxter.

## Underarter
Arten delas in i följande underarter:
- V. c. capitata
- V. c. gotvanskyi